# ژیل ده ره
ژیل دوره (انگلیسی: Gilles de Rais; ح. سپتامبر ۱۴۰۵ – ۲۶ اکتبر ۱۴۴۰ (۳۵ سال) لرد و فرمانده بریتانی، آنژو و پوآتو و فرمانده نیروهای فرانسوی در کنار ژان دارک بود وی یکی از قاتلان زنجیری سادیست برای قتل کودکان شناخته شده است و به دلیل علاقه به مرده‌خواهی معروف است بعد از وی الیزابت باتوری به عنوان دومین قاتل زنجیری و ترسناک عصر خود شناخته شده است.